# Angela Peñaherrera
Angela Isadora Peñaherrera Jácome (Guayaquil, 16 de julio de 1985), es una actriz, productora y guitarrista ecuatoriana.

## Biografía
Hija de Fabián Peñaherrera, muralista y fotógrafo ecuatoriano, y María Inés Jácome, balletista. Realizó sus estudios primarios en institutos con metodología Montessori en la provincia de Pichincha. Estudió en la escuela secundaria Torrance High School en los Estados Unidos, en la ciudad de Torrance, California, y es graduada en Licenciatura en Producción Audiovisual en la Universidad de Especialidades Espíritu Santo.

### Música
Miembro fundadora y guitarrista de la banda femenina de punk rock The Cassettes, ha sido miembro de la escena musical independiente ecuatoriana desde el 2006. Actualmente es guitarrista en Moshi Moshi, banda de indie rock guayaquileña. Sus influencias musicales pasan por The Breeders, Ramones, Sonic Youth y Speedy Ortiz.

### Cine
Su primera participación en el cine se dio en Sin otoño, sin primavera, del director guayaquileño Iván Mora Manzano. En esta película interpretó al personaje de Paula, una chica que busca el significado de la felicidad.
Tuvo el papel protagónico de la Ciudadana 31X, en La Descorrupción, película ecuatoriana de María Emilia García.
Papel secundario en La ruta del sol, de Jhonny Obando.
Obtuvo la mención a mejor actriz ecuatoriana en el 1.er Festival Internacional de Cine de Guayaquil.

### Televisión
Es productora y presentadora del programa de televisión "Aprendamos" de Fundación Ecuador y la Muy Ilustre Municipalidad de Guayaquil.

### Vida personal
El 1 de junio de 2019 registró su unión de hecho con su novia, la DJ María José Pino.